# Исконно японские слова
Яматокотоба (яп. 大和言葉, «японские слова») — исконно японские (не заимствованные) слова, которые существовали ещё в старояпонском. Они также известны как ваго (яп. 和語, (с использованием китайских иероглифов для обозначения тех же понятий). Ямато котоба, канго и гайрайго — основные источники японской лексики. Кроме них ещё имеется широкий пласт ономатопоэтических слов.
Слово «ямато котоба» само составлено из исконно японских корней, а синоним — «ваго» — напротив, состоит из китайских корней для обозначения Японии («ва») и слов («го»).

## Лексическая функция
Ямато котоба — важная часть японской лексики, они охватывают все области лексики, кроме терминологии, в основном заимствованной из китайского, а также современных заимствований из английского. Ямато котоба составляют частотные в речи «простые» слова.
В японском, однако, могут существовать синонимы, один из которых — ямато котоба, а другой — канго или гайрайго. Примеры:
- интересный (яп.) (яп. 面白い омосирой) —　интересный (кит.) (яп. 興味がある кё:ми га ару)
- серый (яп.) (яп. 鼠色 нэдзумииро) —　серый (англ.) (яп. グレー гурэ:)

Обычно канго более имеют формальный оттенок, а яматокотоба — просторечный. Канго чаще используются в письменной речи, а яматокотоба в устной. Для канго свойственно большое количество омофонов, а для ямато котоба омофония — редкость, поэтому редко порождает двусмысленности в устной речи. Японские фамилии часто составлены из ямато-котоба 山下 (яма (гора) + сита (низ) = Ямасита).

## Фонетика
Ямато котоба обычно многосложны, структура слога в них близка к CV (согласный-гласный, CVCVCV), использовавшейся в старояпонском. Канго, напротив, обычно одно- или двусложны, чаще содержат «закрытые» слоги, вернее, мору «н», и помимо этого, долгие гласные, а также ёон.

## Грамматические функции
Ямато котоба ведут себя не так, как заимствованные слова. От заимствований-существительных можно вспомогательным глаголом образовывать глаголы: «любовь» (яп. 愛 ай) + «делать» (яп. 〜する суру) = любить (яп. 愛する айсуру). Заимствования почти всегда могут присоединять частицы 〜な -на и 〜の -но, однако они не могут стать глаголами на -у или -ру, а также не могут стать предикативными прилагательными на -и.
Японские предикативные прилагательные и грамматические показатели также являются исконно японскими словами.
В японском языке содержится множество составных глаголов [встречаться (яп. 待ち合わせる матиавасэру) = мацу (ждать) + авасэру (согласовывать)], они обычно созданы из исконно японских слов, а заимствования существуют в небольшом проценте таких глаголов.

## Цифры
Обычно японцы пользуются заимствованными из Китая цифрами, однако собственно японские применяются для счёта до десяти, например, предметов или лет в возрасте детей. Кроме того, существуют исключения, например, при счёте возраста:
- 18 лет (яп. 十八歳 дзю:хассай)
- 19 лет (яп. 十九歳 дзю:кюсай)
- 20 лет (яп. 二十歳 хатати)
- 21 год (яп. 二十一歳 нидзю:иссай)

Японскими цифрами также называют канун нового года Омисока (яп. 大晦日 о:мисока).

## Письмо
Яматокотоба пишутся смешанным письмом из каны и кандзи. Грамматические показатели записываются хираганой (до реформы правописания в 1915 году они писались катаканой, а ещё раньше — кандзи); окончания глаголов записываются окуриганой. Существительные, корни глаголов и прилагательных обычно записываются иероглифами и читаются по куну. Некоторые ямато котоба являются атэдзи (записаны иероглифами не по смыслу, а по звучанию.
Катакана обычно не используется при записи исконно японских слов, однако ей можно выделить текст (аналогично курсивному начертанию в русском).